# Dentridactylus albisignatus
Dentridactylus albisignatus är en insektsart som beskrevs av Günther, K.K. 1978. Dentridactylus albisignatus ingår i släktet Dentridactylus och familjen Tridactylidae. Inga underarter finns listade i Catalogue of Life.